# علائم الظهور
علائم الظهور هو مصطلح عند المسلمين الشيعة يُقصد به العلامات التي تدل على قرب زمان ظهور المهدي المنتظر محمد بن الحسن المهدي الإمام الثاني عشر من أئمة الشيعة الإمامية.

## العلامات الحتمية
هناك خمس علائم حتمية لظهور المهدي هي:
- النداء أو الصيحة السماويّة:حسب ما تنصّه الروايات من أبرز وأوضح العلامات لظهور المهدي هي النداء السماوي الذي ينادي به جبريل بصوت مفهوم ومسموع يسمعه جميع أهل العالم في ليلة الجمعة، ليلة الثالث والعشرين من شهر رمضان،[2] ويقول: « يا عباد الله، اسمعوا ما أقول : إنّ هذا مهدي آل محمد خارج من أرض مكة فأجيبوه.».[3]
- خروج السفياني: ومن علامات الظهور خروج رجل من آل أبي سفيان من الشام،[4] وذلك في نفس السنة التي يظهر فيه المهدي،[5] وأنّه سوف يحكم خمسة مناطق مجاورة للشام وتكون مدة حكومته تسعة أشهر:

| علائم الظهور | يُنسب لجعفر الصادق أنه قال: "السفياني من المحتوم وخروجه في رجب، ومن أول خروجه إلى آخره خمسة عشر شهراً." و"ستة أشهر يقاتل فيها، فإذا ملك الكور الخمس ملك تسعة أشهر ولم يزد عليها يوماً.". | علائم الظهور |

يبعث السفياني جيشه إلى المدينة وإلى العراق. وأمّا جيشه في المدينة سيخسف في البيداء كما يأتي في العلامة التالية وجيشه إلى العراق سيرجع إلى الشام بعد إفساد كبير. وسيكون أكبر عدو للمهدي، وهو رجل سفاك الدماء يقتل البشر كما تقتل الحشرات ويهتك الحرمات ولا يدع حراما إلا أباحه، ولا جريمة إلا ارتكبها. ولسياسته الدموية تكون رايته حمراء. وفي النهاية سوف يقبض عليه أحد جنود المهدي.
- انخساف الأرض بجيش السفياني: وأيضا من العلامات الحتميّة انخساف الأرض بجيش السفياني وابتلاعها لهم في أرض البيداء، وهي أرض بين مكة والمدينة.[8] حيث يبعث السفياني جيشه إلى المدينة، فيبغي فيها الظلم والفساد. وحين يخرج المهدي من المدينة إلى مكة، يبعث قائد جيش السفياني جيشه إلى مكة، ففي طريق المكة وفي أرض البيداء، تبيدهم الأرض وتنخسف بهم،[9] فينجو من هذا الخسف رجلان، أحدهما يبشر المهدي بهلاك الظالمين، والآخر ينذر السفياني بهلاك جيشه.[10]
- خروج اليماني: وأيضا من علائم الظهور هي خروج اليماني، وهو من ذرية زيد بن علي، وكما جاء في الروايات يكون خروجه من صنعاء باليمن، وهو يدعو إلى المهدي، يُنسب إلى محمد الباقر أنه قال:| علائم الظهور | وليس في الرايات أهدى من راية اليماني هي راية هدى لأنه يدعو إلى صاحبكم، فإذا خرج اليماني حرم بيع السلاح على كل مسلم وإذا خرج اليماني فانهض إليه، فإن رايته راية هدى، ولا يحل لمسلم أن يلتوي عليه، فمن فعل فهو من أهل النار، لأنه يدعو إلى الحق وإلى صراط مستقيم. | علائم الظهور |
- مقتل النفس الزكية:ومن العلامات التي أشارت إليها الروايات قتل نفس زكية في الكعبة بدون أيّ ذنب، وهو غلام من آل محمد اسمه محمد، وحسني النسب، أي من نسل الحسن. وقبل قتله، حين يخرج المهدي يبعثه إلى أهل مكة لدعوتهم إلى نصرته وإتمام الحجة ولكن يذبحونه بين الركن والمقام فيغضب عليهم من في السماء ومن في الأرض. تعتبر هذه العلامة من العلامات الأخيرة التي تُحدث قبل قيام القائم بأيام قليلة.[12]

## من العلامات غير الحتمية
- اجتماع اليهود في أرض بيت المقدس: «فإذا جاء وعد الآخرة جئنا بكم لفيفا». الإسراء 104
- خروج رجل من قم:رجل من قم يدعو الناس إلى الحق يجتمع معه قوم قلوبهم كزبر الحديد لا تزلهم الرياح والعواصف لا يملون من الحرب ولا يجبنون وعلى الله يتوكلون والعاقبة للمتقين.[13]
- طلوع الشمس من مغربها.